# Retail design
Retaildesign is de term voor alles wat te maken heeft met het ontwerpen van een winkel: variërend van de gevel, de belettering en de etalage tot elementen in het interieur zoals verlichting, inrichting met meubelen, uitstalling van producten, grafische communicatie en afwerking. Voor de ontwerper is kennis van wat het publiek als mooi en aantrekkelijk ervaart van belang, maar ook hoe klanten binnenkomen en doorlopen en wat verkoop bevorderend werkt. De mogelijkheden zijn afhankelijk van het budget van de klant.